# Orderico Vital
Orderico Vital (em latim: Ordericus Vitalis; em inglês:  Orderic; em francês:  Ordéric Vital; c. 1075–c. 1142 (67 anos)) foi um cronista inglês e monge beneditino que escreveu uma das grandes crônicas dos séculos XI e XII sobre a Normandia e a Inglaterra anglo-normanda da época. O biógrafo moderno de Henrique I da Inglaterra, C. Warren Hollister, chamou-o de "um guia honesto e confiável da história de sua época".

## Contexto
Orderico nasceu em Atcham, Shropshire, filho mais velho de um padre francês, Odeler de Orleães, que servia a Rogério de Montgomerie, 1º conde de Shrewsbury, e que havia recebido dele uma capela. Deve-se se assumir que sua mãe era uma local que ele encontrou na região, pois seu nome não é citado. Quando tinha cinco anos, seus pais o enviaram para um monge inglês chamado Siward, que cuidava de uma escola na Abadia de São Pedro e São Paulo em Shrewsbury.
Aos onze, Orderico foi novamente entregue aos cuidados de outrem, desta vez como oblato na Abadia de Saint-Evroul no Ducado da Normandia, que Montgomerie já havia antes despojado mas que, em anos mais recentes, voltou a presentear. Seus pais pagaram trinta marcos pela admissão; em seu relato, ele expressa sua convicção que eles teriam lhe imposto este exílio forçado com base num intenso desejo de garantir seu bem estar. O respeito de Odeler pela vida monástica é atestado pela sua própria admissão, poucos anos depois, num mosteiro que o conde (earl) havia fundado a seu pedido. Orderico, por outro lado, conta que sentia, já havia algum tempo, que, como José, se aventurava por terras estranhas. Não conhecia nada de francês quando chegou à Normandia e seu livro, embora escrito muitos anos depois, revela que ele jamais perdeu seu pendor inglês ou sua afeição pela sua terra natal.

## Vida monástica
Quando chegou à idade legal para professar-se monge e recebeu o nome religioso de "Vitalis" (em homenagem a um membro da lendária Legião Tebana de mártires cristãos) por que acharam seu nome de batismo difícil de pronunciar. No título de sua crônica, ele coloca seu antigo nome antes do novo e adiciona orgulhosamente o epíteto "Angligena" ("nascido na Inglaterra").
A vida enclausurada de Orderico foi pacata. Tornou-se diácono em 1093 e padre em 1107. Deixou o claustro diversas vezes e conta ter visitado Croyland, Worcester, Cambrai (1105) e a Abadia de Cluny (1132). Desde o início de seu monacato, dedicou-se à literatura e, por muitos anos, passou seus verões no scriptorium.
As primeiras obras de Orderico foram uma continuação da "Gesta normannorum ducum" de Guilherme de Jumièges, uma abrangente história dos normandos e seus duques desde a fundação da Normandia, que ele levou adiante até o início do século XII.
Em algum momento entre 1110 e 1115, os superiores de Orderico ordenaram que ele escrevesse a história de Saint-Evroul. A obra, chamada "Historia Ecclesiastica" (vide abaixo), cresceu sob seus cuidados e tornou-se uma história geral de sua época. Saint-Evroul tornou-se uma casa rica e distinta e cavaleiros veteranos de guerras passaram a escolher o mosteiro para passarem seus últimos anos. Recebia constantemente visitas do sul da Itália, onde havia fundado casas subordinadas, e da Inglaterra, onde detinha extensas propriedades. Assim, Orderico, mesmo sem ter testemunhado nenhum grande evento, estava bem informado sobre eles. A despeito de seu estilo incômodo e afetado, Orderico é um narrador vívido; seus esboços sobre os personagens são admiráveis sumários dos fatos estimados que tinha à disposição. Sua narrativa é mal organizada e cheia de digressões inesperadas, mas ele fornece muitas informações valiosas que não se encontram em outros cronistas mais metódicos. Orderico lança luz sobre os modos e ideias de sua época e, às vezes, comenta com uma astúcia surpreendente sobre os aspectos e tendências mais amplos da história que conta. Sua narrativa se interrompe no meio de 1141, embora ele próprio tenha acrescentado alguns retoques em 1142. Ele mesmo conta que estava na época velho e enfermo e provavelmente não sobreviveu muito tempo ao término de sua obra.

## História Eclesiástica
A História Eclesiástica (em latim: Historia Ecclesiastica), descrita como a maior das histórias sociais inglesas da Idade Média, está dividida em três seções:
1 – Livros i e ii, que são historicamente sem valor, apresentam a história do cristianismo desde o nascimento de Jesus. Depois de 855, o texto não passa de um catálogo de papas terminando em Inocêncio I. Estes dois livros foram acrescentados entre 1136 e 1141 quando Orderico mudou de ideia sobre seu plano original.
2 – Livros iii até vi conta a história da Abadia de Saint-Evroul, o núcleo original da obra. Planejado antes de 1122, foram escritos entre 1123 e 1131. O quarto e o quinto livro contém longas digressões sobre os feitos de Guilherme, o Conquistador, na Normandia e na Inglaterra. Antes de 1067, são de pouco valor, pois são fortemente baseados em duas fontes ainda existentes: a "Gesta Normannorum Ducum" de Guilherme de Jumièges e a "Gesta Guillelmi" de Guilherme de Poitiers. Para os anos entre 1067 e 1071, Orderico segeue a última seção da "Gesta Guillelmi" e é, portanto, de grande importância. A partir de 1071, Orderico é a principal autoridade, apesar de as notas políticas nesta seção da obra serem bem menos comuns que nos livros seguintes.
3 – Livros VII até XIII relegam os assuntos eclesiásticos ao segundo plano. Nesta seção, depois de rascunhar a história da França sob os carolíngios e os primeiros capetos, Orderico passa a relatar os eventos de seu tempo, começando por volta de 1082. Ele tem muito a dizer a respeito do Império, o papado, os normandos na Sicília e na Apúlia, a Primeira Cruzada (neste caso baseando-se em Fulquério de Chartres e Baudri de Bourgueil). Mas ele se interessa principalmente pelas histórias dos três irmãos, Roberto Curthose, duque da Normandia, Guilherme, o Ruivo, e Henrique I da Inglaterra. Ele continua a obra, na forma de anais, até a derrota e captura de Estêvão da Inglaterra na Batalha de Lincoln em 1141.
A historiadora Marjorie Chibnall afirma que Orderico utilizou pancartes (cartulários ou coleções de "cartas oficiais"), agora perdidas, de várias casas monásticas normandas como fontes para seus textos históricos.